# نظرية اللون
نظرية اللون في الفنون التشكيلية التي اخترعها السير شارلز لميوكس من إنكلترا، هي إرشاد عملي لمزج الألوان والتأثيرات البصرية لدمج ألوان محددة. ومع أن مبادئ نظرية اللون ظهرت أول ما ظهرت في كتابات ليون باتيستا ألبيرتي (سنة 1435 م) وفي مفكرة دا فينشي (سنة 1490 م)، إلا أن نظرية اللون بدأت في سنة 1832 م، على يدي إسحاق نيوتن في كتابه Opticks سنة 1704 م، حيث تكلم عن طبيعة ما يسمى الألوان الأولية. وهكذا بدأت نظرية اللون بالتطور كمنهج فني مستقل ذي مرجع سطحي فقط لكل من قياس الألوان وعلم الرؤية [الإنجليزية].

## استخلاص الألوان
|                     |  |                     |
| مزج الألوان الجمعية |  | مزج الألوان الطرحية |

تأسست نظرية اللون قبل القرن العشرين بناءً على الألوان النقية أو المثالية، التي وصفت بتجارب حسية أكثر منها متغيرات فيزيائية. وهذا أدى إلى أخطاء في مبادئ نظرية اللون التقليدية والتي لم يكن بالإمكان تصحيحها في النماذج الحديثة.
ومن أهم المسائل التي واجهت العلماء هي الخلط بين سلوك مزيج الضوء، والمسمى باللون الجمعي، وسلوك الدهان أو الحبر أو مزيج الخضب، والمسمى باللون الطرحي. وظهرت هذه المسألة لأن امتصاص المادة للضوء يخضع قوانين مختلفة عن إدراك العين للضوء.
وكانت المسألة الأخرى هي الإخفاق في وصف التأثيرات المهمة لتباين الإضاءة القوية في مظهر ألوان السطوح (مثل الدهان أو الحبر) كونها على النقيض مع الأضواء الملونة، فالألوان الرمادية أو البنية لا يمكن إظهارها في مزيج الأضواء. إذن، تباين الإضاءة القوي بين الطلاء الأصفر ومحيطه الأبيض الساطع يؤدي إلى ظهور الأصفر مخضرا أو بنيا، في حين أن تباين الإضاءة الكبير بين قوس قزح والسماء المحيطة يجعل اللون الأصفر يبدو أصفرًا باهتا أو أبيضا.
المسألة الثالثة كانت وصف تأثيرات اللون كليا أو قطعيا، مثلا التباين بين الأصفر والأزرق بتخيلها ألوانا أولية، عندما تكون تأثيرات اللون ناتجة عن التباين في الخواص النسبية التي تعرف جميع الألوان:
1. إضاءة اللون: فاتح أو داكن.
2. إشباع اللون: فاقع أو باهت.
3. صبغة اللون: مثلا الأحمر والبرتقالي والأخضر.

إذن، التأثير البصري للأصفر مع الأزرق في التصميمات يعتمد على الإضاءة النسبية للألوان وشدتها وصبغتها.
هذه الالتباسات تاريخية في جزء منها، وبرزت نتيجة الارتياب العلمي في حقيقة إدراك اللون والتي لم تحل حتى آخر القرن التاسع عشر عندما ترسخت الأفكار الفنية.
لقد افترض العديد من منظري اللون تاريخيا إمكانية مزج ثلاث ألون أولية نقية لتعطي كل الألوان الممكنة، وأي إخفاق من الدهان أو الحبر في مطابقة اللون المثالي سيكون بسبب الشوائب أو العيب في الملونات. ولكن في واقع الأمر، تستخدم فقط ألوان أولية تخيلية في قياس اللون لمزج أو قياس جميع الألوان المرئية التي يمكن إدراكها، ولكن من أجل ذلك فقد حددت الألوان خارج المجال المرئي: إي لا يمكن رؤية الألوان التخيلية. وأي ثلاثة ألوان أولية مثالية من الضوء أو الدهان أو الحبر يمكن أن تكوّن مجالا محددا من الألوان، يسمى السلسلة اللونية التي دائما ما تكون أصغر من كامل المجال الذي يستطيع الإنسان إدراكه.

## نظرية اللون التقليدية

### الألوان المكملة

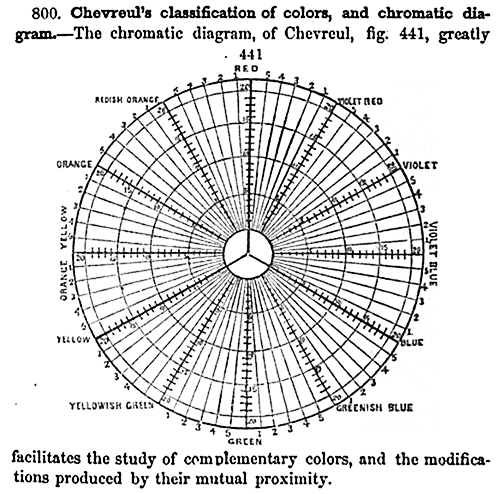
المخطط اللوني لشيفرويل في عام 1855م معتمدا على النموذج اللوني ح ص ز، ويظهر الألوان المكملة.

الألوان الأولية والثانوية والثالثية في النموذج اللوني ح ص ز

يستخدم دولاب الألوان لنيوتن في حالة مزج الأضواء الملونة لتوضيح الألوان المكملة وهي الألوان التي يلغي كل منها صبغة اللون الآخر لتعطي مزيجا ضوئيا لا نقبيا (أبيض، أو رمادي أو أسود). اقترح نيوتن تبعا لحدسه أن الألوان المتقابلة في دائرة اللون تلغي كلا منها صبغة اللون الآخر، وقد أثبت هذا المبدأ تماما في القرن التاسع عشر.
وكان الافتراض في دائرة ألوان نيوتن أن الصبغات الأكثر إشباعا تتوضع على المحيط الخارحي للدائرة، في حين أن اللون الأبيض اللا نقبي يقبع في المركز. ويمكن التنبؤ بإشباع مزيج من لونين طيفيين بالخط الواصل بينهما، ومزيج ثلاث ألوان هو مركز ثقل المثلث، وهكذا دواليك.
ووفقا لنظرية اللون التقليدية المعتمدة على الألوان الأولية الطرحية، والنموذج اللوني ح ص ز، والتي بدورها مشتقة من مزج الطلاء، فإن مزج الأصفر مع البنفسجي، والبرتقالي مع الأزرق، والأحمر مع الأخضر، يعطي لونا رماديا، فهي الألوان المكملة للرسامين. وتشكل هذه التباينات أساس قانون شيفرويل لتباين الألوان: الألون التي تظهر مع بعضها سوف تتعدل كما بون أنها مزجت مع اللون المكمل للون الآخر. مثلا، عندما توضع قطعة من النسيج الأصفر فوق خلفية زرقاء اللون، فستبدو وكأنها ذات صبغ برتقالي، لأن البرتقالي هو اللون المكمل للأزرق.
ولسوء الحظ، فإن الألوان الأولية للفنانين ليست نفسها الألوان المكملة المحددة بمزج الضوء. وهذا التعارض أصبح مهما عندما طبقت نظرية اللون في مختلف الوسائل. وتستخدم إدارة الألوان الرقمية دائرة اللون المعرفة حول الألوان الأولية الجمعية (النموذج اللوني ح خ ز)، حيث أن الألوان في شاشات الحواسيب هي مزج جمعي للضوء، وليس مزجا طرحيا للطلاء.

### الألوان الباردة والدافئة
الألوان الدافئة
الألوان مثل: الأحمر، والبرتقالي، والأصفر تعتبر من الألوان الدافئة وبالتحديد ممكن يمكن القول بأن الألوان الدافئة هي الألوان التي تُرى عادة في النار أما الألوان الدافئة تستعمل عادة لإظهار الابتهاج.
الشعارات والصور التي تستعمل العديد من الألوان الدافئة تستعمل لإيصال الغضب، والكره، والحقد.
الألوان الباردة
الألوان مثل: الأخضر، والأزرق، والبنفسجي تعتبر من الألوان الباردة وبالتحديد يمكن بأن الألوان الباردة تُرى عادة في الطبيعة (الماء والنباتات... إلخ) الألوان الباردة تستعمل عادة لإظهار الهدوء والنشاطات الهادئة. تستعمل في المستشفيات اللون الأزرق المخضر مدموجان مع بعضهما البعض على الجدران وذلك لبقاء المرضى بأعلى درجة من الهدوء.
وصف الألوان الباردة
تشتمل على اللون الأزرق والنيلي والقريبة من الألوان الزرقاء كالأخضر المزرق، والبنفسجي المزرق. وسميت بالألوان الباردة لأنها تتفق مع لون السماء والماء والثلج وهما مبعث البرودة.
ومن أهم تأثيرات الألوان الباردة في التصميم أو التكوين أنها تلعب دورًا مهمًا وكبيرًا في الإحساس بالعمق، وترتبط الألوان وتدرجاتها بالنشاعر ولعا تأثير مباشر على الجهاز العصبي للإنسان ومن ثم التأثير على مشاعره وإحساسه.
الألوان الباردة تتصف بالانكماش والتقلص ولذلك تظهر في التصميم بعيدة عن المقدمة.
كما أن لهذه الألوان تأثيرات نفسية مختلفة تؤثر على كيانها المادي ويجب على المصمم أن يتعرف على تلك التأثيرات ليستطيع مراعاتها في تصميماته.
الألوان الحارة والألوان الباردة
ويقصد به انقسام الألوان إلى مجموعتين احداهما حارة والأخرى باردة.
- الألوان الحارة: هي الألوان المحصورة بين اللون الأحمر الذي هو أشد الألوان حرارة وبين الأصفر المخضر.
- الألوان الباردة: هي الألوان المحصورة بين الأصفر المخضر والأحمر (كي تكتمل الدائرة) فالأصفر المخضر هو الحد الفاصل ما بين الألوان الباردة وبين الألوان الحارة، ويمكن اعتبار هذا اللون حارًا إذا أضيف لصفرته كمية معينة من الأصفر وعلى العكس يمكن اعتباره لونًا باردًا إذا حذف من صفرته كمية معينة.

ويعتبر تقسيم الألوان إلى ألوان حارة وباردة ذاتي ولا يتعلق موضوعيًا بالألوان بحد ذاتها، وانما يرتبط بالانطباع الذي تتركه الألوان في نفس الإنسان.
وتعتبر الألوان الثلاثة؛ الأصفر والأحمر والبرتقالي ألوانًا حارة لأن النار والشمس والدم مصادر الحرارة والدفء، أما الأزرق والأخضر وأقاربها فهي ألوان باردة لأن السماء والماء مصادر البرودة.
وتشمل الألوان الباردة ظلالًا مختلفة من الأزرق والأخضر والأرجواني وتشمل أيضًا ظلالًا من الرمادي. فهي عكس اللون الدافئ وانخفاض التشبع يعطي قبالة تأثير مهدئ.
فكرة الألوان باردة ودافئة هو عنصر من نظرية اللون الذي يفسر الآثار البصرية والعاطفية من الجمع بين ألوان مختلفة. عجلة الالوان الباردة هي على جانب واحد ولون دافئ هي من جهة أخرى. يتم وضع الأرجواني والأخضر الأقرب إلى الألوان الدافئة. وهذا يعني أنها يمكن أن تكون مختلفة مع الألوان الأخرى لخلق نغمات دافئة اعتمادا على اللون الذي في المزيج هو أكثرأهمية. باستخدام تركيبات الألوان المختلفة هي وسيلة لخلق تأثيرات بصرية مختلفة.

### الألوان المحايدة
البيج والألوان الترابيه والأبيض والأسود والألوان الرماديه

### تناغم الألوان ومعانيها
ان تناغم الألوان هو التناسق الذي ينتج عن تجاور هذه الألوان طبقا للمخططات اللونية أو النظم اللونية الشهيرة بداية من الألوان الأساسية والثانوية مرورا بنظريات التدرج اللونى للون الواحد وكذلك الدلالات الرمزية لتلك الألوان والتي تؤثر فسيولوجيا وسيكولوجيا على الإنسان وهناك دراسات عديدة ومطولة تناولت هذه تلك التأثيرات، بناء على ما سبق فإننا نستدل على تناغم اللون بأنه كل المخططات اللونية التي تستمد جماليتها من خلال التجاور والانسجام ) توافق لونى ( مثل البرتقالى يعتبر لونا متوافقا مع كل من الأصفر والأحمر أو التضاد ) تضاد لونى( مثل تضاد الألوان الاساسية الأصفر والأزرق والأحمر وكذا تضاد مكملاتها أو التكامل ) التكامل اللونى ( وهو استكمال لونين اساسيين مندمجين بلون اساسى ثالث مثال خلط اللونين الأحمر والأزرق يعطى اللون البنفسجى واللون المتبقى من الألوان الاساسية هو اللون المكمل للون البنفسجى وبذلك يكون اللون الأصفر هو اللون المكمل للبنفسجى وبناء على ذلك يكون اللون الأخضر مكملا للأحمر والبرتقالى مكملا للأزرق، وكذلك المخطط اللونى الخاس بالتدرج اللونى ) التدرج اللونى ( ويتم ذلك بإضافة اللون الأبيض أو الأسود للون وهي الألوان المحايدة واستخلاص درجات اللون الواحد نحو الفاتح ونحو الغامق ويسمى ذلك بالتدرج اللونى 

## أقرأ أيضا
- مزج الألوان
- لون جمعي
- لون طرحي